# Serrat de Can Gil
El Serrat de Can Gil és una serra situada als municipis de Santa Cecília de Voltregà (Osona) i Sobremunt (Lluçanès), amb una elevació màxima de 915,6 metres.